# 大运河杭钢公园
大运河杭钢公园是浙江省杭州市的一个公园，2023年6月17日起分阶段开放，2024年5月1日正式开园。目前仅开放公园一期，二期仍在建设当中。

## 历史
大运河杭钢公园原址为杭州钢铁厂（简称杭钢），1957年动工。由于城市的不断扩张，当局计划对其进行转型。投产近60年后，钢铁厂于2015年底正式关停。
公园一期已于2020年6月开工。2023年6月17日，公园内近10万平方米的公共空间建成试运营，其中4.5万平方米的中央大草坪迎来了首场万人规模的音乐节——2023杭州草莓音乐节。
公园二期于2024年3月1日开工，总投资估算约13亿元，计划于2027年3月竣工。

## 简介
杭钢公园一期由2025年普利兹克奖得主刘家琨所领衔的家琨建筑设计事务所操刀。园区保留了生锈钢架、冷却塔等工业遗存，又通过新建的锈红混凝土建筑与遗存建筑串联出“新系统”，实现工业遗存、运河工业文化和杭州山水文化的有机融合。
二期包含有潜水馆、游泳馆、滑冰场等多个文体设施，同时计划建造一座人工湖——杭钢湖，围绕着杭钢湖四周建起综合体。项目占地面积约11公顷，总建筑面积达23万方，建成后将成为集产业、商业、休闲为一体的综合性建筑群，数字文化科技产业发展的新地标。

## 图集

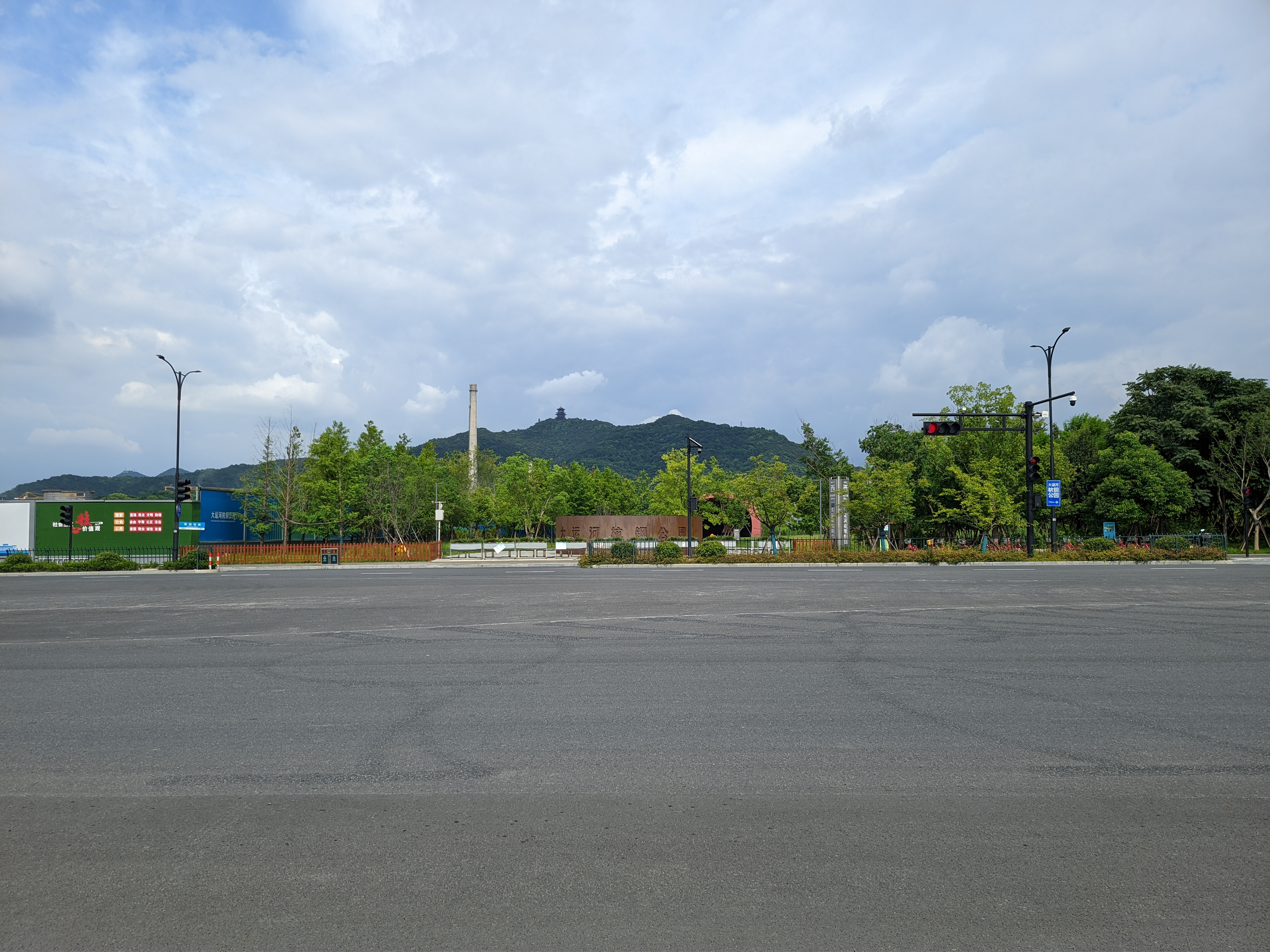
西主出入口
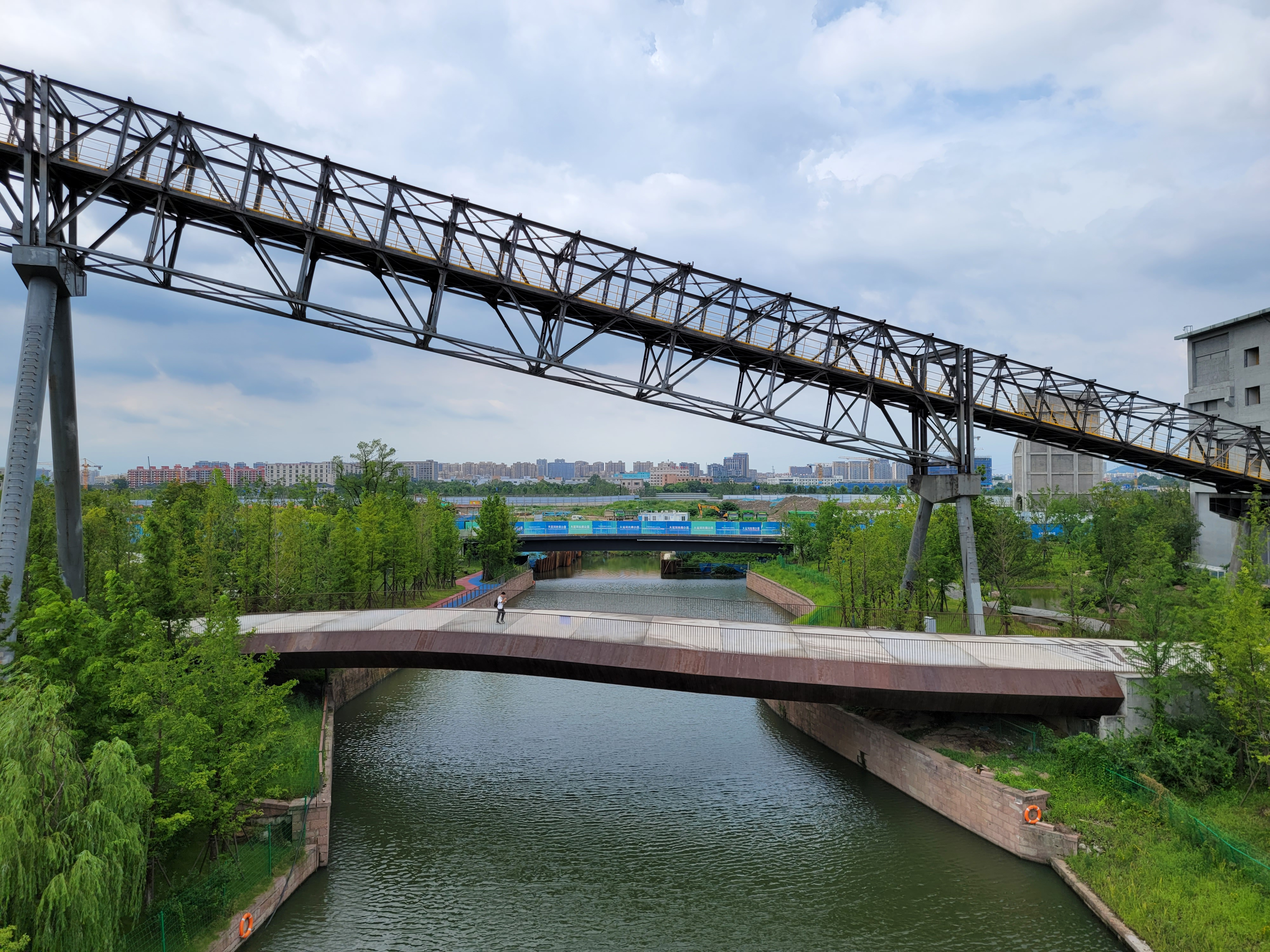
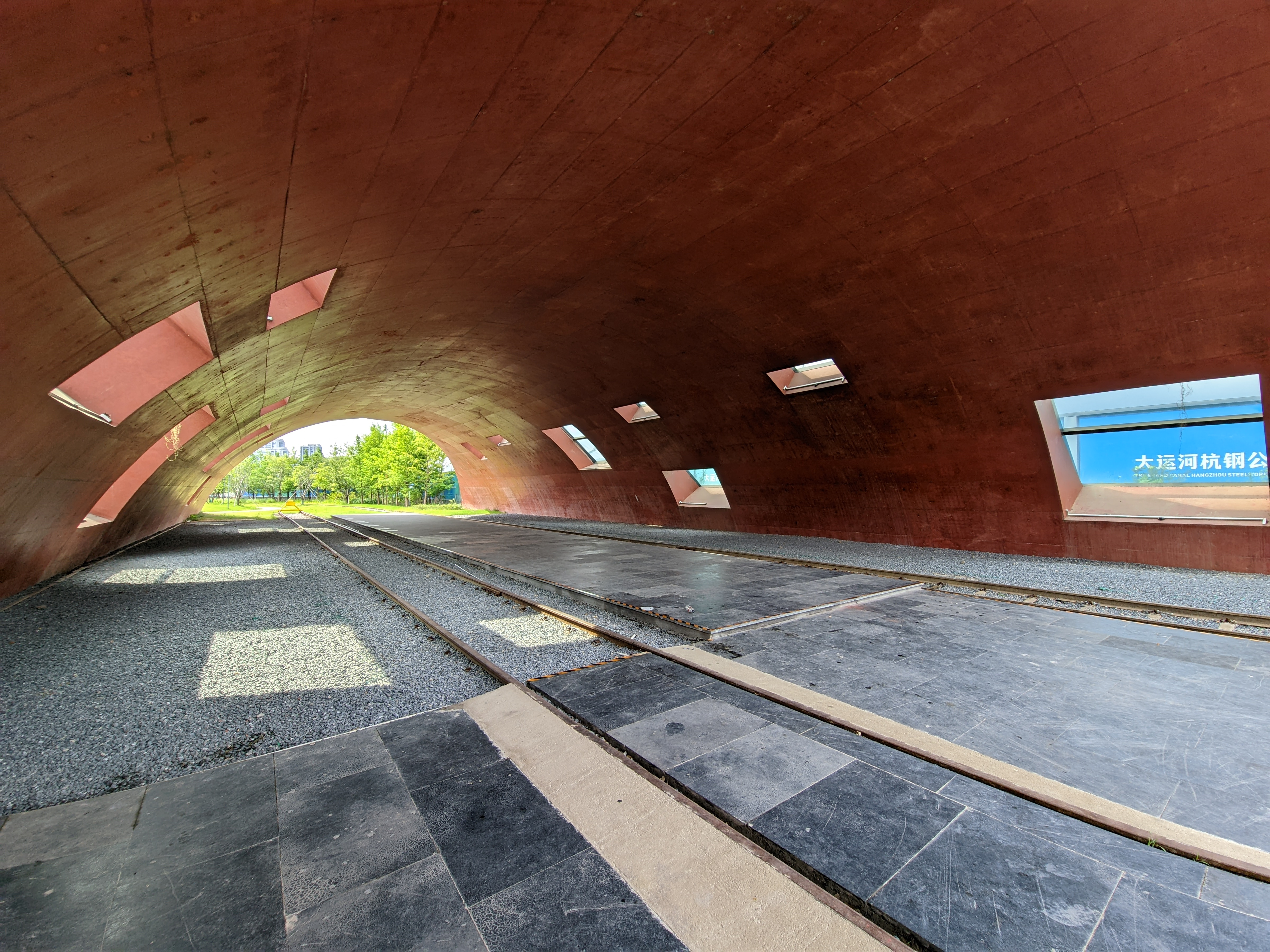
杭钢铁路遗迹
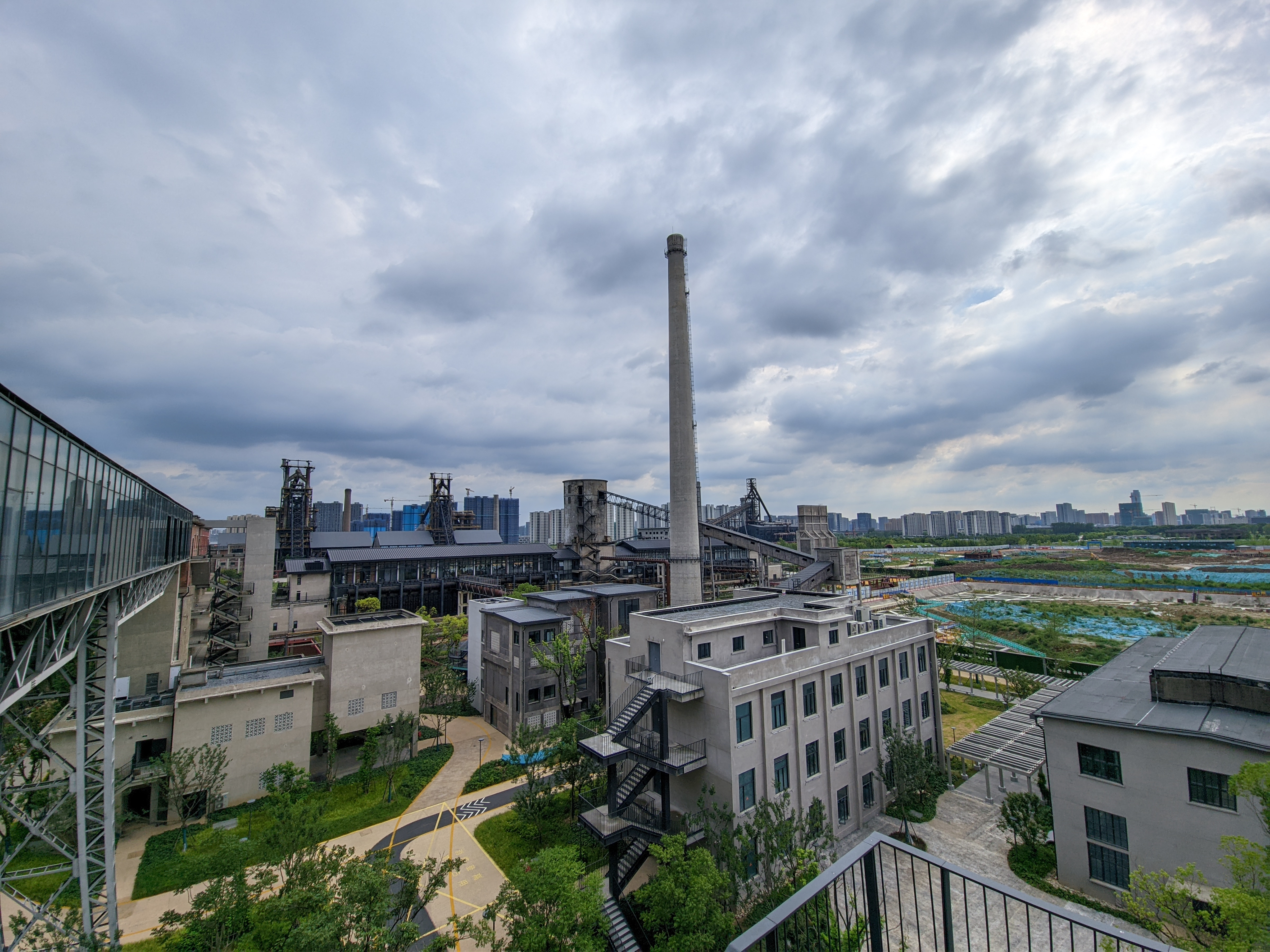
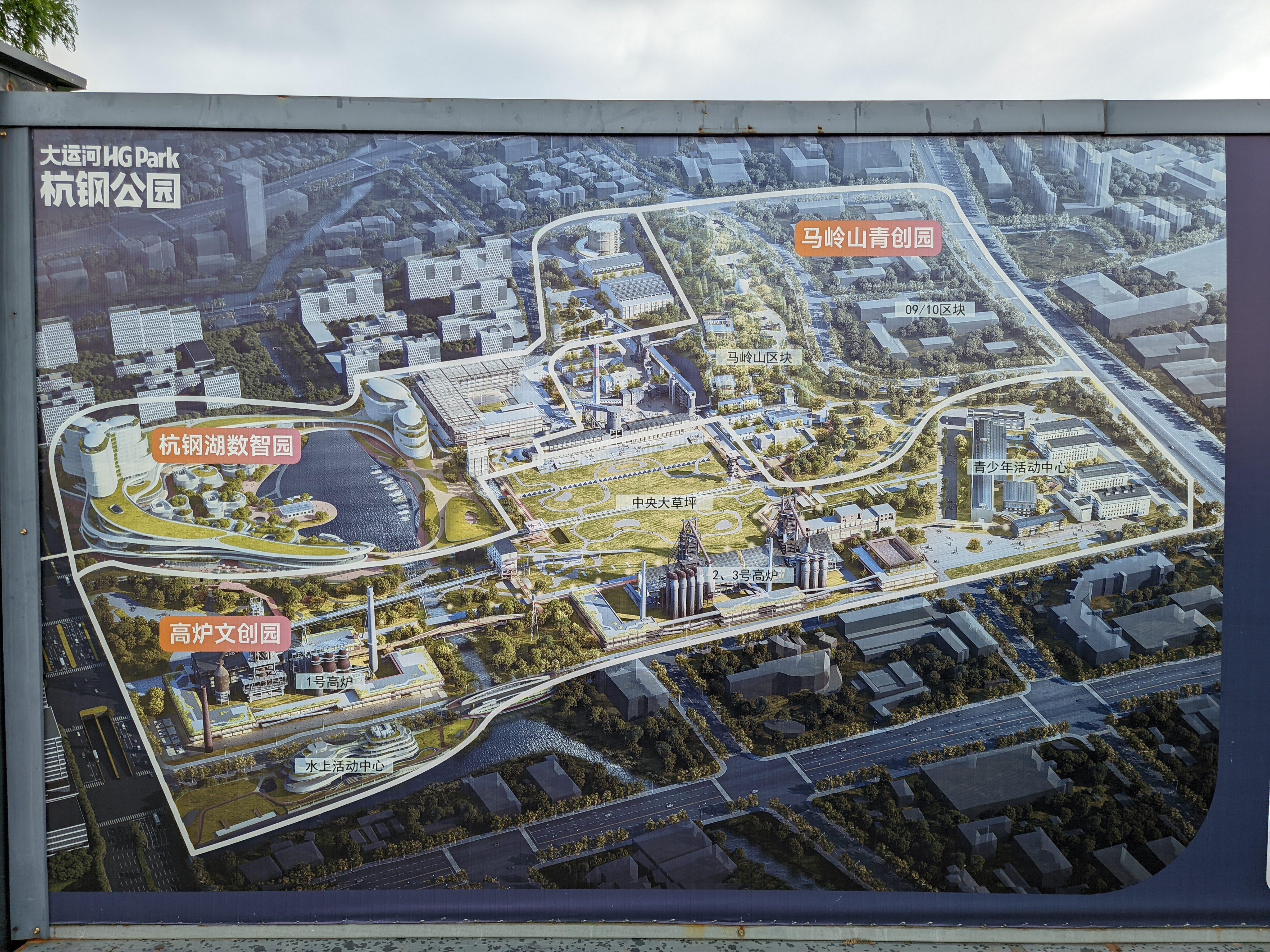
整体效果图